# Panagiōtīs Kouroumplīs
Panagiōtīs Kouroumplīs (IPA: [panaˈʝotis kurubˈlis]) (in greco: Παναγιώτης Κουρουμπλής; Matsouki, 2 ottobre 1951) è un politico greco.
Il 27 gennaio 2015 è stato nominato ministro per la Sanità e per la sicurezza sociale nel governo Tsipras.

## Biografia
Diviene cieco all'età di 10 anni in seguito allo scoppio di una bomba a mano tedesca della seconda guerra mondiale inesplosa. Kouroumplís durante la sua gioventù prende parte ad un gran numero di manifestazioni popolari e studentesche, diventando il leader di una rivolta sociale dei ciechi fra il 1974 e il 1981. È il membro fondatore dell'Unione mondiale dei ciechi. Fra il 1993 e il 1996 è stato segretario generale del Ministero della Sanità e del Welfare e si è occupato principalmente di programmi per la tutela dei minori e d per la cura di anziani e disabili.
Nel 1996, Kouroumplís è diventato il primo membro cieco del Parlamento Ellenico. È stato rieletto nel 2000 e di nuovo nel 2009. Nel 2011 lascia il partito PASOK per fondare il partito anti-austerità Movimento Unitario, il quale è confluito definitivamente nel partito Syriza nel 2013.
In seguito alla vittoria di Syriza nelle elezioni parlamentari del gennaio 2015 è stato nominato Ministro per la Sanità e per la Sicurezza Sociale, diventando la prima persona affetta da disabilità a coprire ruoli politici a livello nazionale in Grecia.
È sposato con Eleni Kotsopoulou e hanno due figli, Katerina e Lefteris.